# Муаёвр-Гранд (кантон)
Муаёвр-Гранд (фр. Moyeuvre-Grande) — упразднённый кантон во Франции, в регионе Лотарингия, департамент Мозель, округ Тьонвиль-Эст.
Численность населения кантона в 2007 году составляла 20808 человек. Код INSEE кантона — 5722. В результате административной реформы кантон упразднён. До марта 2015 года в состав кантона входило 6 коммун, административный центр — коммуна Муаёвр-Гранд.

## Коммуны кантона
| Коммуна       | Население | Почтовый индекс | Код INSEE |
| ------------- | --------- | --------------- | --------- |
| Клуанж        | 3 643     | 57185           | 57143     |
| Гандранж      | 2 542     | 57175           | 57242     |
| Муаёвр-Гранд  | 8 994     | 57250           | 57491     |
| Муаёвр-Птит   | 560       | 57250           | 57492     |
| Росселанж     | 3 101     | 57780           | 57597     |
| Витри-сюр-Орн | 2 332     | 57185           | 57724     |